# Jurij Kysyłycia
Jurij Mychajłowycz Kysyłycia (ukr. Юрій Михайлович Кисилиця; ur. 1 maja 1987) – ukraiński piłkarz, grający na pozycji bramkarza.

## Kariera piłkarska

### Kariera klubowa
Wychowanek Bukowyny Czerniowce oraz UFK w Dniepropetrowsku, barwy których bronił w juniorskich mistrzostwach Ukrainy (DJuFL). W 2005 rozpoczął karierę piłkarską w drużynie rezerw Dnipra Dniepropetrowsk. Potem występował w rezerwowych drużynach Krywbasa Krzywy Róg i Tawrii Symferopol. Latem 2008 został piłkarzem klubu Kniaża-2 Szczasływe. Na początku 2009 przeszedł do zespołu Feniks-Illiczoweć Kalinine.

### Kariera reprezentacyjna
Występował w studenckiej reprezentacji Ukrainy.

## Sukcesy i odznaczenia

### Sukcesy reprezentacyjne
- mistrz Uniwersjady: 2009

### Odznaczenia
- nagrodzony tytułem Mistrza Sportu Klasy Międzynarodowej: 2009